# جورج مارتن (سياسي)
جورج مارتن (بالفرنسية: Georges Martin)‏ هو سياسي فرنسي، ولد في 9 مايو 1871 بباريس في فرنسا، وتوفي بنفس المكان في 1 أكتوبر 1967. انتخب عضو مجلس الشيوخ الفرنسي.